# 亞歷士·辛尼迪
亞歷士·辛尼迪（義大利語：Alex Zanardi，1966年10月23日—），生於義大利博洛尼亞，是一位賽車手，曾經參加F1和北美CART賽事。

## 初期賽車生涯

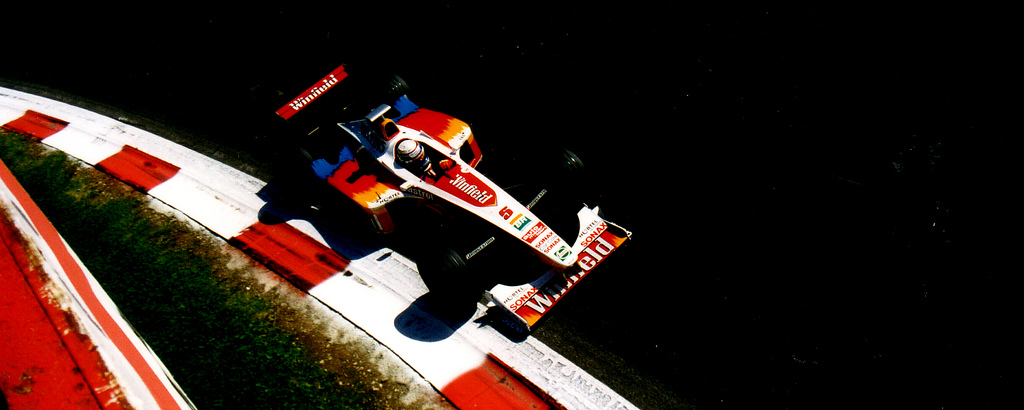
辛尼迪在1999年為威廉士車隊出戰F1。

辛尼迪年少時在歐洲賽車壇已闖出名堂，與一般車手一樣，辛尼迪由小型賽車起步，曾經在1988年，駕駛一台Komet小型賽車，勝出在香港維多利亞公園內舉行的第22屆香港國際小型賽車中的135cc賽事。之後很短時間內已升格為 F3車手，並且是1989年澳門F3大賽的參加者。其超卓的表現在九一年獲佐敦車隊賞識，讓他取代只參賽一場便離隊的米高·舒麥加，正式加盟F1行列。

## CART
辛尼迪在F1的發展並不如意，之後他開始轉戰北美CART賽事，並且在1997年及1998年兩度成為CART總冠軍；1999年他獲威廉士車隊邀請重返F1，不過在2000年再次因表現不濟而退出，重返CART比賽。

## 2001年CART意外
直至2001年，辛尼迪在德國鬥車時遇到嚴重意外失去一雙小腿，其賽車生涯更直插谷底。受傷期間，辛尼迪分別出了兩本講述他事的自傳《My Story》及《My Sweetest Victory》；斷了腳仍復出車壇的辛尼迪，其鬥志及毅力傳頌一時；

## FIA世界房車錦標賽

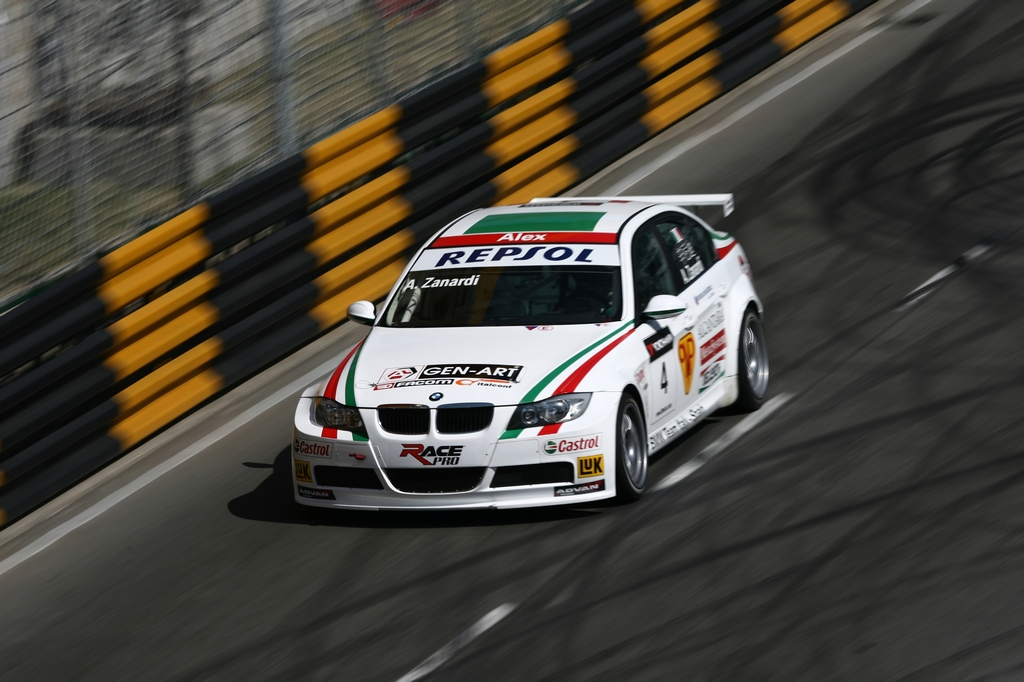
2008年駕駛寶馬賽車參加澳門東望洋大賽。

在2005年，由於沒有雙腳幫助，辛尼迪將以一輛特別設計的BMW320i戰車上陣（寶馬意大利/西班牙車隊，4號車），其中油門及制動均安置在盤控制桿上，換言之別人以雙手雙腳控制時速超過二百公里的跑車時，辛尼迪只用雙手操控。然而，辛尼迪在2005年八月贏得FIA世界房車錦標賽德國站冠軍。05至09年的 FIA世界房車錦標賽，辛尼迪連續5季成為常規車手，當中曾勝出4個分站。
2005年，辛尼迪獲得了劳伦斯世界体育奖中的年度最佳复出运动员奖，他是首位獲得此獎項的意大利人。

## 傷殘奧運會
辛尼迪在2007年的纽约马拉松赛上以手动自行车手的身份首次亮相，并获得第四名。2009年，辛尼迪宣佈將退出WTCC，也不會在考慮參加其他賽事。他在年中表示會考慮參加2012年倫敦殘奧會的輪椅比賽。 同年辛尼迪准备加入意大利自行车队，备战2012年伦敦残奥会。他在意大利博洛尼奥举行的世界残疾人自行车公路锦标赛预选赛上获得了第14名，成绩为4分钟，落后于曾获得北京残奥会金牌的美国选手奥兹-桑切斯45秒。
2011年11月6日，辛尼迪以1小時13分58秒的成績，勝出了紐約馬拉松的手動三輪車組別。
2012年9月5日，45歲的辛尼迪參加2012年伦敦残奥会手动自行车計時賽H4級決賽中代表意大利奪得金牌，比第二名的德國選手Nobert Mosandi快27.14秒衝過終點。奪得金牌後的辛尼迪表示，會考慮再次回歸賽車場參加2013年的印地安纳波里斯500大赛。
2016年，辛尼迪參加2016年夏季傷殘奧林匹克運動會輪椅單車20公里H5級別計時賽代表意大利贏得金牌，是個人在殘奧會的第3面金牌。

## 外部連結
- 辛尼迪官方網站
- 辛尼迪品牌小型賽車 （页面存档备份，存于）